# Rettig Group

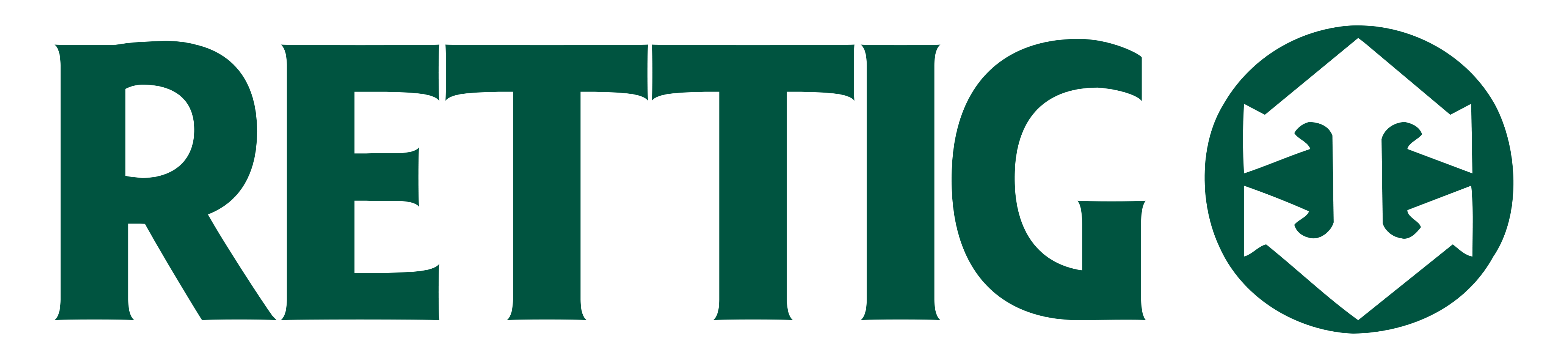
Rettig Groups logotyp.

Rettig Group Oy Ab är en finländsk koncern inom metallindustri och rederiverksamhet med säte i Helsingfors (Åbo till 1977). 
År 1845 inledde Pehr Cerelius Rettig tobakstillverkning i Åbo. År 1940 förvärvades aktiemajoriteten i tobaksfabriken Ph.U. Strengberg & Co. Ab (grundad 1762) i Jakobstad. Rettig och Strengberg fusionerades 1976 till Oy Rettig-Strengberg Ab. År 1995 lämnade Rettig Group tobaksbranschen slutligt. 
Bolaget var 1898 med om att grunda rederiet Bore, och 1924 övertog Hans von Rettig aktiemajoriteten. År 1992 överläts driften av fartygen till Finnlines, men Rettig fortsatte att äga lastfartyg. Sedan Rettig-Bore 2006 köpt Rederi Ab Engship omfattade dess flotta totalt 21 fartyg med drygt 500 anställda. Rederiet såldes 2016 till nederländska Spliethof's Bevrachtingskantoor B.V.
Engagemanget inom metallindustrin inleddes 1970 genom köpet av Purmo Produkt Ab (grundad 1953). Redan då tillverkades värmeradiatorer, som sedermera blev huvudartikeln. Den viktigaste marknaden för Purmo Group, till 2019 benämnt Rettig ICC (Indoor Climate Comfort), är sedan länge Centraleuropa, där även radiatortillverkningen sker med undantag för fabriken i Jakobstad (Rettig Lämpö Oy). Rettig Groups tredje verksamhetsområde i dag är fastighetsinvesteringar (Tarkala Oy). 
På 1970- och 1980-talet framställde Rettig Group också sötsaker. År 1984 förvärvades Oy Sinebrychoff Ab, som avyttrades 1998–2000. På 1990-talet var Rettig Group även engagerat inom saft- och alkoholdrycksbranscherna. Omsättningen 2005 var 604 miljoner euro (varav Rettig ICC:s andel var över 90 procent) och antalet anställda 3 640. Rettig Group är fortfarande familjeägt. 